# Castillo de Hohenwerfen
El castillo de Hohenwerfen es una enorme fortificación situada en la montaña Hochkönig, en la ribera del río Salzach, dominando la ciudad de Werfen en Austria. El castillo data del siglo XI.

## Historia
La primera fortificación fue construida entre 1075 y 1078 durante la controversia de la investidura imperial, por orden del arzobispo Gebhard de Salzburgo como un baluarte estratégico. El arzobispo Gebhard fue expulsado en 1077 y no pudo regresar a Salzburgo hasta 1086, para morir en el Castillo de Hohenwerfen dos años más tarde.
En 1931, la fortaleza, propiedad de Eugenio de Austria desde 1898, volvió a sufrir daños por un incendio y, aunque en gran parte fue restaurada, finalmente tuvo que ser vendida a la administración del Reichsgau de Salzburgo en 1938. En la Segunda Guerra Mundial, el castillo sirvió como Gauführerschule, un campo de educación nazi inaugurado el 5 de marzo de 1939 por Friedrich Rainer de Salzburgo.

## Películas  y videojuegos
- Partes del castillo como del pueblo de Werfen fueron escenarios de la película de 1968 El desafio de las aguilas.[6]
- Algunas partes propias del castillo se utilizaron en la película francesa Recién casados.[7]
- Los exteriores del Castillo de Hohenwerfen se utilizaron en la miniserie El décimo reino.[8]
- Aparece en el último episodio de la primera temporada de la serie The man in the high castle.[9]
- Aparece en el FPS Call of Duty: Black Ops 3 como un escenario del popular modo de juego zombis, llamándose el mapa Der Eisendrache (El dragón de hierro), en el cual aparece severamente modificado, pero ciertas partes de la estructura se mantienen fiel al castillo real.[10]